# ازیو سکلاوی
ازیو سکلاوی (به ایتالیایی: Ezio Sclavi) بازیکن فوتبال و اهل ایتالیا است که از سال ۱۹۳۲ میلادی عضو تیم ملی فوتبال ایتالیا بوده و در ۲ بازی ملی حضور داشته‌است. او در بازی‌های ملی‌اش ۲ گل دریافت کرد.
ازیو سکلاوی آخرین بازی ملی خود را در سال ۱۹۳۲ میلادی انجام داد.